# Bronisław Fabian
Bronisław Fabian (ur. 3 września 1892 w Rajtarowicach, zm. 10 kwietnia 1976 w Dartford) – kapitan obserwator pilot Wojska Polskiego, kawaler Orderu Virtuti Militari.

## Życiorys
Syn Krzysztofa i Zofii z domu Żamojówny. Po zdaniu egzaminu maturalnego rozpoczął studia na wydziale prawa, gdzie ukończył trzy semestry. Po wybuchu I wojny światowej, 15 sierpnia 1914 roku, wstąpił do Legionu Wschodniego, następnie został przeniesiony do 30. pułku piechoty. W 1915 roku odbył przeszkolenie w rezerwowej szkole oficerów i od 1 lipca walczył na froncie wschodnim oraz włoskim. 4 listopada 1916 roku został wzięty przez Rosjan do niewoli, z której uciekł w styczniu 1918 roku i powrócił do służby w 30 pułku piechoty.
Zgłosił się do służby w odrodzonym Wojsku Polskim. Od 3 listopada 1918 roku uczestniczył w obronie Lwowa, następnie otrzymał przydział do 40. pułku piechoty Dzieci Lwowskich. 20 października 1919 roku został skierowany do Oficerskiej Szkoły Obserwatorów Lotniczych. Po ukończeniu szkolenia został 5 marca 1920 roku przydzielony do 6. eskadry lotniczej. Należał do grona lotników, którzy wyróżnili się w zwalczaniu 1. Armii Konnej Siemiona Budionnego podczas walk w dniach 16–20 sierpnia. W dniach najcięższych walk wykonywał po kilka lotów dziennie podczas których atakował z niskiej wysokości nieprzyjacielską konnicę bombami i ogniem karabinu maszynowego. Pomimo trudnych warunków atmosferycznych wykonywał dalekie loty wywiadowcze, podczas których zbierał informacje o lokalizacji oddziałów Armii Czerwonej. Dostarczał też cennych wyników rozpoznania w postaci zdjęć lotniczych.
Po zakończeniu działań wojennych pozostał w Wojsku Polskim. 15 grudnia 1922 roku został skierowany na przeszkolenie w zakresie pilotażu w Bydgoskiej Szkoła Pilotów. Po jego ukończeniu służył w 2. pułku lotniczym w Krakowie. 1 sierpnia 1925 roku został przeniesiony do 6. pułku lotniczego, gdzie objął stanowisko zastępcy komendanta parku lotniczego. 25 stycznia 1926 roku został mianowany komendantem portu w 6 pułku lotniczym, w sierpniu objął stanowisko dowódcy 62. eskadry lotniczej w tym pułku. Na tym stanowisku pozostał do 20 września 1927 roku. Następnie został przeniesiony do służby w 5. pułku lotniczym, gdzie pełnił funkcję referenta mobilizacyjnego. 16 grudnia 1928 roku został przeniesiony na stanowisko dowódcy eskadry szkolnej a następnie został mianowany zastępcą dowódcy dywizjonu szkolnego w 5 pułku lotniczym. W grudniu 1933 roku objął stanowisko dowódcy 64. eskadry linowej.
Zmarł 10 kwietnia 1976 roku w Dartford w Wielkiej Brytanii.

## Ordery i odznaczenia[1][8]
- Krzyż Srebrny Orderu Wojskowego Virtuti Militari nr 223 – 8 kwietnia 1921[9][10]
- Krzyż Walecznych
- Medal Niepodległości (9 listopada 1933)[11]
- Medal Dziesięciolecia Odzyskanej Niepodległości
- Polowa Odznaka Obserwatora nr 26
- czechosłowacka Odznaka Obserwatora (1929)[12]